# Velký Depot
Velký Depot je označení užívané pro samotu č.p. 283 východně od Týna nad Vltavou, případně i sousoší Kalvárie či celého okolního prostoru, kde bylo v polovině 18. století vybudováno dělostřelecké cvičiště.

## Historie dělostřeleckého cvičiště
Ve 40. letech 18. století v rámci tzv. válek o rakouské dědictví byl Týn nad Vltavou několikrát silně poškozen postupujícími vojsky i drobnějšími bitvami, které byly v okolí svedeny. Památkou na první a druhou bitvu v okolí Týna jsou dodnes četná boží muka a název městské čtvrti Bojiště. Neúspěšné válečné střety tehdy přiměly císařovnu Marii Terezii k rozsáhlé reorganizaci rakouské armády.

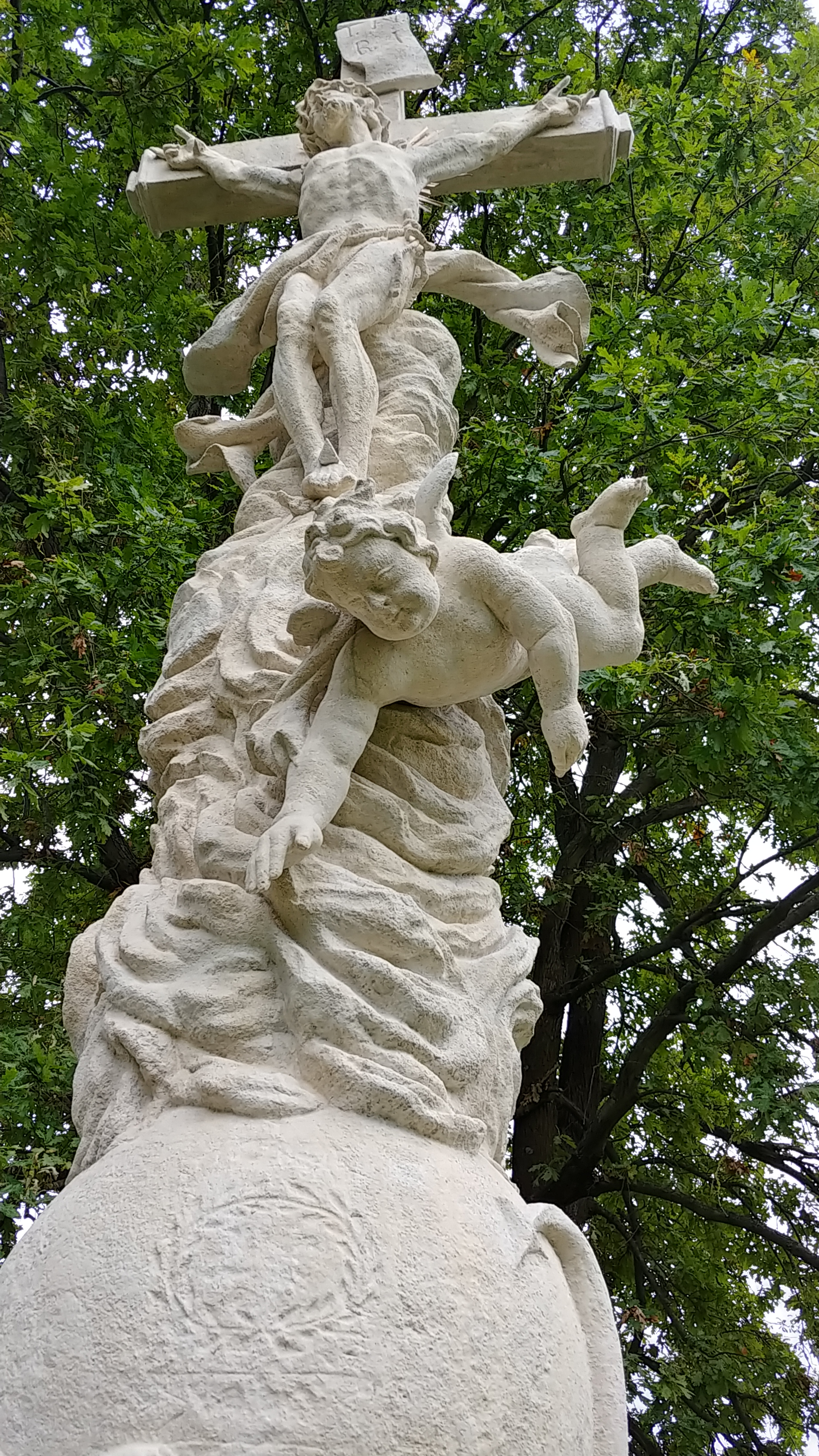
Velký Depot, Kalvárie

V roce 1744 císařovna pověřila maršála knížete Josefa Václava z Lichtenštejna (1696–1772) reformou zastaralého dělostřelectva. První záznamy o dělostřeleckém cvičišti spadají do jara 1749. Na vrchu Posekaném nad Týnem nad Vltavou bylo vybudováno rozsáhlé cvičiště císařských polních dělostřelců. Název byl více než příznačný: zde začal roku 1742 vítězný útok armády Karla Lotrinského proti Francouzům a v roce 1744 potupný ústup pruských vojsk krále Fridricha. Na cvičišti byly testovány nové typy děl (délky hlavní, tvary prachové komory, složení střelného prachu, tvary střel apod.). Vojenský tábor, který měl charakter samostatného města a zabíral rozlehlou plochu 110.740 čtverečních sáhů (čtvereční vídeňský sáh = 3,597 m),, neboli necelých 40 hektarů měl také bránit strategický přechod přes Vltavu, neboť další most byl až v Praze. Rozkládal se mezi vesnicemi Předčice, Smilovice a Jarošovice.
Cvičná pevnost měla podobu korunní hradby s jedním bastionem uprostřed a dvěma půlbastiony po stranách. Od předpolí tuto hradbu odděloval široký, částečně zavodněný příkop, v jehož prostoru byl před jednou kurtinou vybudován ravelin.
Důstojníci byli ubytováni v zámečku se zahradou s vodotryskem (nedávno[kdy?] se zcela zřítil), vojáci bydleli ve stanovém táboře a bylo zde také zázemí tvořené stájemi, kovárnou, pekárnou a 17 hospodami. Na budování cvičiště se podílel Jan Ferdinand Schor, architekt, autor prvních dvou plavebních komor na Vltavě (u Modřan a Županovic). Úprava cvičiště pokročila roku 1753 natolik, že přiměla knížete Josefa Václava z Lichtenštejna a generála Leopolda Dauna (1705–1766) k zorganizování rozsáhlého cvičení.
Ve středu před Božím tělem se však 20. června 1753 vzňaly hořlavé látky pro ohňostroj, kterým měla být uvítána císařovna Marie Terezie, a došlo k mohutnému tragickému výbuchu, při němž zahynuly nebo byly zraněny desítky lidí. Tuto událost zde připomíná sousoší Kalvárie.
Areál dělostřeleckého cvičiště byl intenzivně, ale někdy s kratšími či delšími přestávkami, využíván do roku 1778. Do roku 1866 zde byly umístěny císařské vozatajské sklady a právě z té doby pochází pojmenování Velký Depot.
O významu dělostřeleckého tábora svědčí to, že byl v průběhu své existence navštěvován významnými osobnostmi tehdejší politické scény. Mezi ně patří i korunované hlavy jako byla Marie Terezie, která tábor navštívila se svým chotěm Františkem I. Štěpánem Lotrinským v roce 1753 nebo  Josef II., který navštívil tábor dvakrát. Poprvé jako čerstvý spoluvládce a vrchní velitel vojsk v roce 1766 a podruhé na počátku července roku 1774. V tomto období se konaly velkolepé dělostřelecké manévry, jichž se účastnily tři pluky rakouského dělostřelectva, které dorazily těsně před příchodem Josefa II. manévrů se zúčastnil i vysoce vzdělaný generál František Josef Kinský, kníže Josef Václav z Lichtenštejna, iniciátor reorganizace a technického zdokonalení dělostřelectva (do dělostřelectva investoval dokonce část vlastního dědictví), generál František Antonín Nostic a další vysocí důstojníci.

## Pozůstatky cvičiště
Po zrušení cvičiště byla většina objektů areálu srovnána se zemí. Zanikla i část zemních fortifikací. Dnes jsou tedy na tomto místě jen zbytky dvou usedlostí, tj. samoty č.p. 283 neboli Velkého Depotu, původně rezidence vysoce postavených vojenských důstojníků, připomínající svou honosnou architekturou vskutku šlechtické sídlo, a statku Bída nebo Na Bídě č.p. 274, původně hospody. Areál je porostlý lesem a jednotlivé valy v lesíku Na Šancích jsou již na mnoha místech zničeny, nicméně se dochovala sapa neboli přibližovací příkop, která je doložena již na mapách prvního vojenského mapování z první poloviny 18. století, nejstarší zdokumentovaný zákop na našem území, a dále torzo tzv. epolementu (lapače kulí zvaný „pulmon“ – z hlíny navršeného nevelkého tarasu) nedaleko samoty Širočiny.
Podle bývalé vojenské strážnice se zde dodnes udržel název „Varta“ nebo „Na Vartě“, zanesený i na mapách.